# The Linguini Incident
The Linguini Incident è un film del 1991 diretto da Richard Shepard, coautore della sceneggiatura con Tamar Brott, e interpretato da David Bowie e Rosanna Arquette.
In un cameo compaiono anche il cantautore Julian Lennon, il batterista Hunt Sales, all'epoca nei Tin Machine di David Bowie, e la modella Iman che pochi mesi dopo l'uscita del film sarebbe convolata a nozze con il cantante inglese.

## Trama
Lucy lavora come cameriera in un ristorante alla moda di Chelsea, a New York City, dove conosce il neo-assunto barista Monte. Questi ha bisogno di una Green Card e scommette con un altro barista che riuscirà ad averla entro la fine della settimana sposando una delle cameriere. Lucy è una fanatica delle imprese di Harry Houdini e quando in un negozio vede un anello appartenuto al famoso illusionista decide di rapinare il ristorante dove lavora per ottenerlo. Monte accetta di aiutarla a condizione che Lucy lo sposi, permettendogli di ottenere la Green Card.

## Distribuzione
Il film venne distribuito in Francia dal 30 ottobre 1991 e negli Stati Uniti dal 1º maggio 1992.

## Critica
I giudizi sul film da parte della critica sono stati generalmente negativi. La rivista Empire lo ha definito «un fallimento insopportabilmente lungo», mentre Lawrence Cohn di Variety «una prosaica produzione a basso costo», criticando anche la scelta di Bowie come protagonista.

## Versione del regista
L'8 agosto 2023 il regista Richard Shepard ha annunciato sul suo account Twitter di aver recuperato i diritti del film e di essere al lavoro su una versione del regista inedita.

## Colonna sonora
La colonna sonora del film, composta da Thomas Newman, è stata pubblicata nel 1999 dalla Varèse Sarabande.

### Tracce
1. Cruel Cruel World - 1:57
2. El Gran Pescado - 3:49
3. Houdini's Bimbo - 1:13
4. Habanera - 3:13
5. Lethal Cleavage - 1:30
6. Lucy The Ethereal - 1:44
7. Piano Sobre Mi Pia - 3:27
8. Tigger Man - 1:09
9. Platinum Bezel - 1:32
10. Perdido En Arabia - 3:24
11. Shut Up Pedro - 2:04
12. Coney Island - 2:41
13. Bad Acid - 2:07
14. Drip Goes The Clock - 1:02
15. The Linguini Incident - 1:45
16. Mas O Menos Salsa - 2:52
17. Aquarium Escape - 2:11
18. Staight Jacket - 2:24
19. Many Happy Returns - 2:04